# Rheinische Olefinwerke
Rheinische Olefinwerke GmbH (ROW) war der Name des ersten, ausschließlich in der Petrochemie tätigen deutschen Unternehmens in Wesseling bei Köln. Es ist heute eine Betriebsstätte von Lyondellbasell.

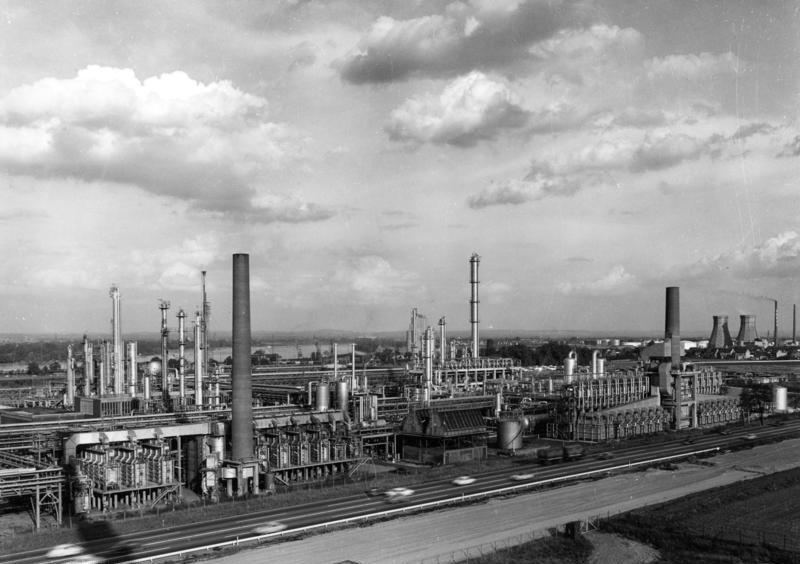
Rheinische Olefinwerke GmbH (1967)

## Gründung
Nach langwierigen Vertragsverhandlungen stand der Kooperationsvertrag zwischen Shell und BASF im September 1952 fest. Die Gründung der ROW erfolgte am 27. August 1953 im Rahmen eines Joint-Ventures durch die BASF AG, Ludwigshafen, und die Deutsche Shell AG, Hamburg, die ein Stammkapital von 16 Millionen DM und ein gleich hohes Gesellschafterdarlehen einbrachten (je 50 % Beteiligung). Das Joint-Venture stellte eine komplementäre Ergänzung des Know-hows beider Gesellschafter dar, denn Shell konnte aus seinen Raffinerien die Rohstoffversorgung des Werkes sicherstellen, BASF die Erfahrungen bei der Herstellung und Anwendung von Kunststoffen einbringen. Unternehmenszweck war die Herstellung von Ethylen und die Weiterverarbeitung zu Polyethylen, das unter dem Handelsnamen „Lupolen“ vertrieben wurde. Während der Bauzeit einigten sich die Partner auf eine anfängliche Kapazität von 10000 Tonnen, nachdem keine negativen Rückwirkungen auf das Styropor-Geschäft der BASF zu erwarten waren. 

## Produktionsprozess
Das Werksgelände von 2,7 km² Größe erstreckt sich beiderseits der Bundesautobahn 555 (Köln-Bonn). Als das Werk im September 1955 die Produktion aufnahm, lag das Stammkapital bereits bei 30 Millionen DM, die Gesellschafterdarlehen bei 26 Millionen DM. Die petrochemischen Anlagen entstanden, um am immensen Wachstum im Kunststoffsektor teilzuhaben. Wurden 1955 bundesweit lediglich 10000 Tonnen Kunststoffe hergestellt, waren es 1996 etwa 1 Million Tonnen. Davon entfielen auf das Produkt „Lupolen“ über 700.000 Tonnen. Aus dem Gas Ethen entstehen hierbei als Abfall kleine Polyethen-Kügelchen, das so genannte Granulat. Dieses Granulat wird von anderen Betrieben zu den verschiedensten Gegenständen weiterverarbeitet. Die ROW verwandte bei der Umsetzung von Ethylen zu Polyethylen sowohl das Hochdruck- als auch das Niederdruckverfahren; beim Hochdruckverfahren findet die Verknüpfung der Ethylenbausteine unter extrem hohem Duck von bis zu 3000 bar und bei hohen Temperaturen von etwa 250 °C statt. Damit die Reaktion erfolgen kann, müssen Reaktionsbeschleuniger hinzugefügt werden, die man als Initiatoren bezeichnet. Dazu ist ein riesiger, für den Laien unübersichtlicher Komplex aus Stahltürmen, -Kesseln und Rohren notwendig. Wichtige Anlagen, die hierbei zum Einsatz kommen, heißen Intruder und Cracker. Letztere sind das Herz des Werks, da sie die großen Molekülketten in kleinere gasförmige Moleküle (z. B. Ethylen) trennen – ein für die Kunststoffherstellung essenzieller Prozess. Für die Rohstoffe und die hergestellten Produkte nutzt ROW den Godorfer Hafen.
Im Jahre 1961 zählten die ROW mit einer Jahreskapazität von 125000 t Polyethylen und 150000 t Ethylen zu den weltweit größten Herstellern; der Weltmarktanteil lag damit bei 10 %. Ab 1969 produzierte das Werk auch Polypropylen. Ab 1988 investierte ROW in eine weitere Kapazitätserhöhung der Ethylen-Anlage, deren Jahresproduktion 230000 t betrug. Im letzten eigenständigen Jahr 1997 belief sich der Umsatz der ROW auf 2,469 Mrd. DM bei einer Mitarbeiterzahl von 2428 Beschäftigten. Am 18. Januar 1985 gab es nach einer großen Kältewelle auf dem Gelände eine schwere Explosion in der Ethylen-Anlage mit 29 Verletzten, die zu einem längeren Produktionsausfall (Betriebsunterbrechung) führte. Im Umkreis von zehn Kilometern barsten Fensterscheiben und wurden Dächer abgedeckt.

## Unternehmensveränderungen
Im März 1998 wurde die ROW aufgespalten, wobei der Sektor Polyethylen an die Elenac GmbH und Polypropylen an die Targor GmbH ging. Die Fusion von Elenac, Targor und Montell NV führte im Oktober 2000 zur Gründung von Basell, wodurch dieses Unternehmen zu einem der weltgrößten Polyolefinhersteller aufstieg. Nachdem im Mai 2005 der amerikanische Mischkonzern Access Industries die Basell-Gruppe übernommen hatte, verband er sie im November 2007 mit dem Chemiekonzern Lyondell zu Lyondellbasell.